# Fernández y familia
Fernández y familia es una comedia de televisión, producida por Zeppelin y emitida a diario por Telecinco en 1998.

## Argumento
La serie narra las peripecias de Luis, un pobre diablo que compagina su trabajo al frente de un restaurante con su actividad como juez de línea de fútbol. Comparte su vida con Lourdes, su estrafalaria esposa, modista de Drag Queens y sus tres hijos, David, Juanma e Isabel, la abuela Luisa y el cuñado Ismael.

## Reparto
- José Luis Gil...  Luis
- Amparo Bravo...  Lourdes
- Guillermo Romero...  Ismael
- Elisenda Ribas...  Abuela
- Miguel Ángel Valcárcel...  David
- María Serres...  Isabel
- Vicente Renovell...  Curro
- Rafael Castejón...  Don Jaime
- Lourdes Bartolomé...  Berta
- Aníbal Carbonero
- Eva Pedraza

## Equipo técnico
- Dirección:Antonio Hernández
- Realización: Antonio A. Farré, Ignacio Mercero.
- Producción: Pilar Blasco, Tony Ferrer, Esther Jiménez, José Luis Larrauri, Carlos Martín, José Velasco, Secundino F. Velasco.
- Guiones: Luis Arranz, Alfredo Cernuda, Miguel del Arco, Avelino Hernández, Carlos Molinero, Rocío Sobrino.
- Montaje: Vicente Nieto.
- Música: Jesús L Álvaro.